# Oncologieverpleegkundige

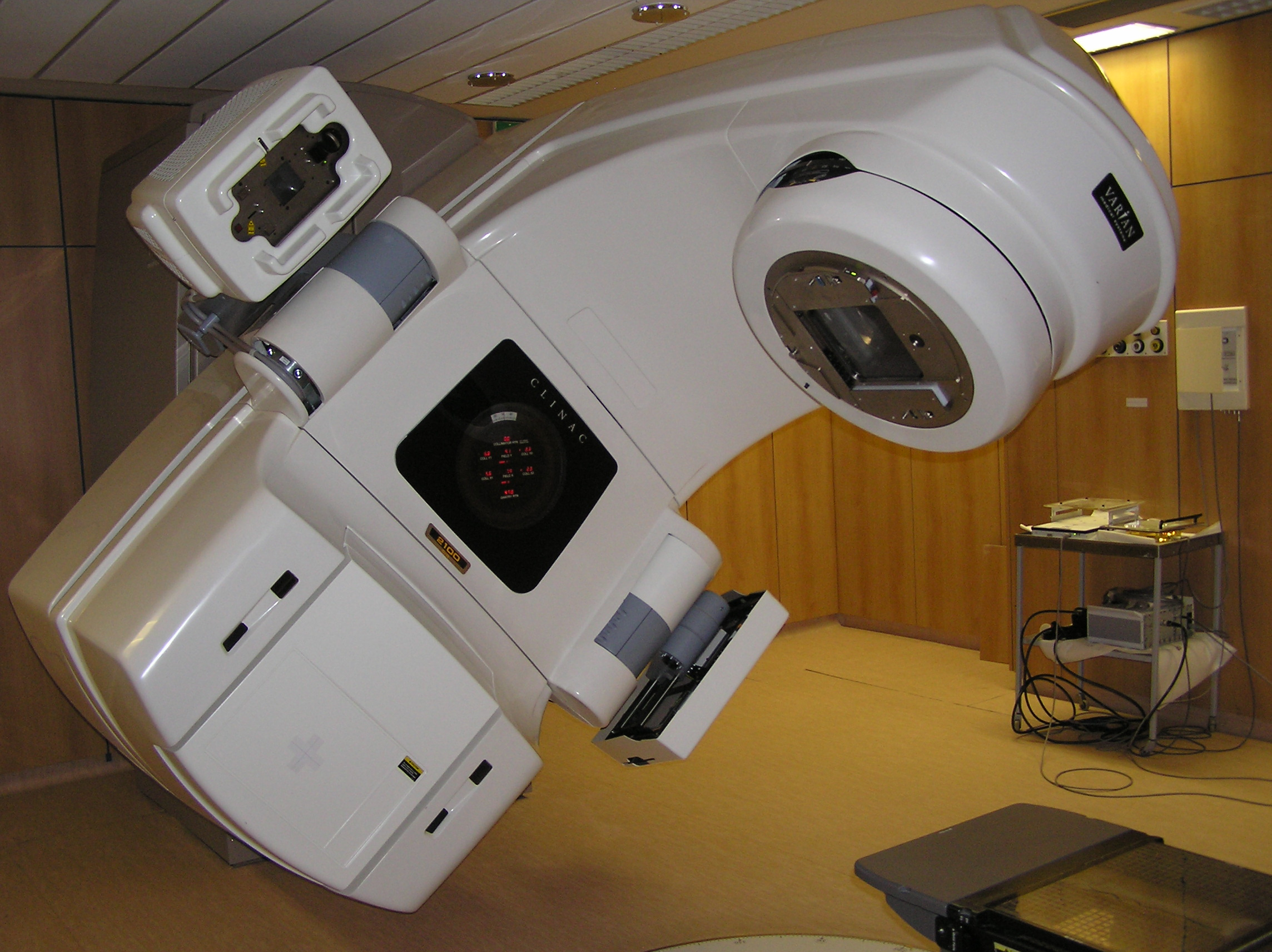
Uitleg geven over de behandeling is een van de taken.

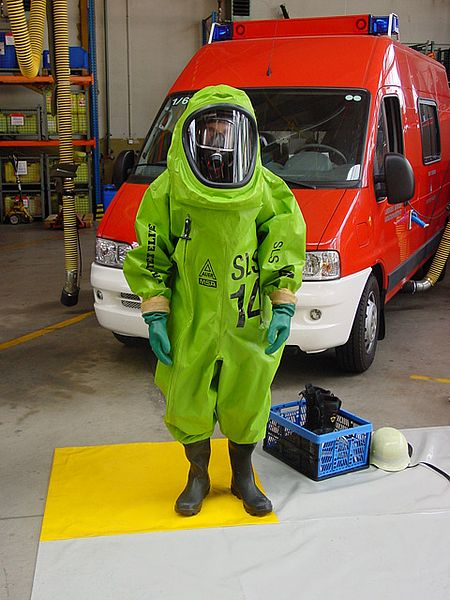
Opruimen van cytostaticum mag alleen door de brandweer gedaan worden.

Een oncologieverpleegkundige is een verpleegkundige met een vervolgopleiding die gespecialiseerd is in het begeleiden van patiënten met kanker.

## Functie
Een oncologieverpleegkundige is het eerste aanspreekpunt van een patiënt, nadat deze van de arts te horen heeft gekregen kanker te hebben. Hij of zij begeleidt de patiënt en licht deze voor over de behandeling, ziekte en complicaties. Een oncologieverpleegkundige moet daarom veel kennis hebben van de verschillende soorten tumoren en behandelingen, zoals bestraling en chemotherapie (behandeling met cytostatica). Hierbij wordt nauw samengewerkt met de oncoloog.
Ten slotte is de oncologieverpleegkundige de persoon die aanwezig is bij de oncologie-dagbehandeling. Hierbij krijgen patiënten hun chemotherapie toegediend. Dit is een poliklinische behandeling. De oncologieverpleegkundige is verantwoordelijk voor het aanhangen en afkoppelen van cytostatica, omdat dit speciale technieken vereist. Bij het lekken of knappen van een infuuszak met cytostatica moet, afhankelijk van de gelekte hoeveelheid vloeistof, de brandweer dit op komen ruimen en moet de ruimte ontruimd worden. Dit maakt het de verantwoordelijkheid voor de oncologieverpleegkundige relatief groot. Oncologieverpleegkundigen worden ook ingezet op de polikliniek als directe ondersteuning van de oncoloog. Aan de hand van gestandaardiseerde vragenlijst evalueert de oncologieverpleegkundige de eventuele bijwerkingen die de behandeling met zich meebrengt. Als laatste werken oncologieverpleegkundigen op de klinische afdeling van het ziekenhuis.

## Opleiding

### Nederland
Na het behalen van het diploma verpleegkunde en ervaring op de afdeling Oncologie kan men instromen in de circa 1 jaar durende opleiding verpleegkundige vervolgopleiding oncologie.

### Vlaanderen
In Vlaanderen kan men de Bachelor-opleiding in de oncologie volgen.
Lijst van verpleegkundige specialisaties · portaal · afbeeldingen